# Livistona rotundifolia
Livistona rotundifolia es una especie de la familia de las palmeras (Arecaceae). Es originaria de Asia en la península de Malaca y Java.

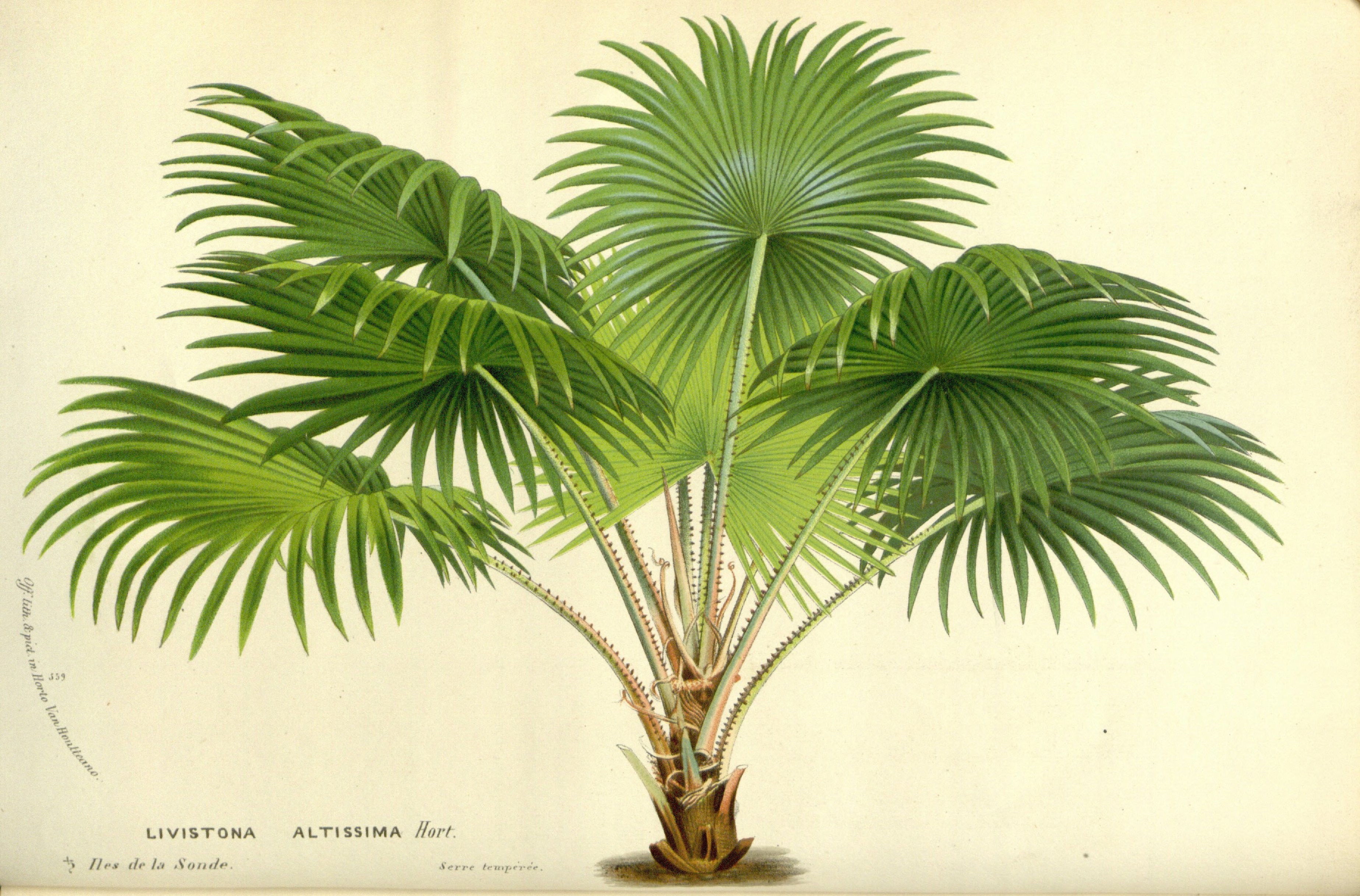
Ilustración

## Descripción
Es una palmera con hojas de ápices de segmentos rígidos. Las inflorescencias se dividen en 3 ejes principales, teniendo cada eje hasta 4 órdenes de ramificación. Frutos globosos, maduración de verde a naranja a negro. Tiene un número de cromosomas de 2n = 36.

## Taxonomía
Livistona rotundifolia fue descrita por (Lam.) Mart. y publicado en Historia Naturalis Palmarum 3(7): 241. 1838.
Etimología
Livistona: nombre genérico otorgado en honor de Patrick Murray, Barón Livingstone, quien construyó un jardín en su finca de Livingstone, al oeste de Edimburgo, Escocia, en la última parte del siglo XVII.
rotundifolia: epíteto latino que significa "de hoja redondeada".
Sinonimia
- Corypha rotundifolia Lam.	basónimo
- Licuala rotundifolia (Lam.) Blume
- Livistona altissima Zoll.
- Livistona microcarpa Becc.
- Livistona mindorensis Becc.
- Livistona robinsoniana Becc.
- Livistona rotundifolia var. luzonensis Becc.
- Livistona rotundifolia var. microcarpa (Becc.) Becc.
- Livistona rotundifolia var. mindorensis (Becc.) Becc.
- Saribus rotundifolius (Lam.) Blume[6]